# 大金駅
大金駅（おおがねえき）は、栃木県那須烏山市大金にある、東日本旅客鉄道（JR東日本）烏山線の駅である。宝積寺駅管理の無人駅。

## 歴史
- 1923年（大正12年）4月15日：開業[2]。
- 1975年（昭和50年）4月1日：貨物の取り扱いを廃止[2]。
- 1984年（昭和59年）2月1日：荷物扱い廃止[2]。
- 1987年（昭和62年）4月1日：国鉄分割民営化により、東日本旅客鉄道の駅になる[2]。
- 1993年（平成5年）1月16日：JR東日本宇都宮地区指導センターが駅構内に「大金神社」を建立[3][4]。
- 2008年（平成20年）
  - 2月29日：みどりの窓口の営業を終了。
  - 3月1日：旅客扱い上での無人化。
- 2009年（平成21年）3月14日：東京近郊区間に編入される[5]。
- 2013年（平成25年）8月1日：烏山線CTC化に伴い、同日より社員が終日不在となり無人駅化。あわせて自動券売機も撤去される[6][7]。
- 2014年（平成26年）3月15日：新駅舎の供用を開始[8]。

## 駅構造
宇都宮統括センター（宝積寺駅）管理の無人駅。相対式ホーム2面2線を有する地上駅で、互いのホームは構内踏切で連絡している。烏山線の途中駅では唯一交換が可能である。
かつては直営駅でみどりの窓口が設置されていた。2008年（平成20年）2月29日限りでマルス端末が撤去され出札窓口は閉鎖された。その後も烏山線の閉塞方式の関係（当駅 - 烏山駅間がスタフ閉塞式）から運転扱いを行う社員（輸送係）が配置されていたが、特殊自動閉塞化された後、CTC化されたことから2013年（平成25年）7月31日をもって社員配置は終了し、翌8月1日より完全な無人駅となった。同時に構内に設置されていた自動券売機も撤去されている。

### のりば
| 番線 | 路線    | 方向 | 行先               |
| ---- | ------- | ---- | ------------------ |
| 1    | ■烏山線 | 下り | 烏山方面           |
| 2    | ■烏山線 | 上り | 宝積寺・宇都宮方面 |

（出典：JR東日本:駅構内図）

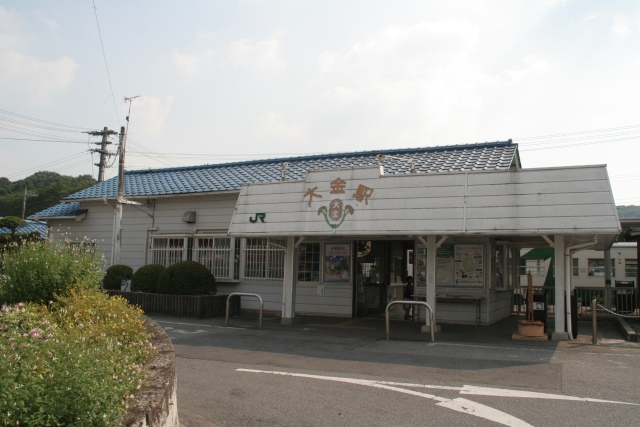
旧駅舎（2007年8月）
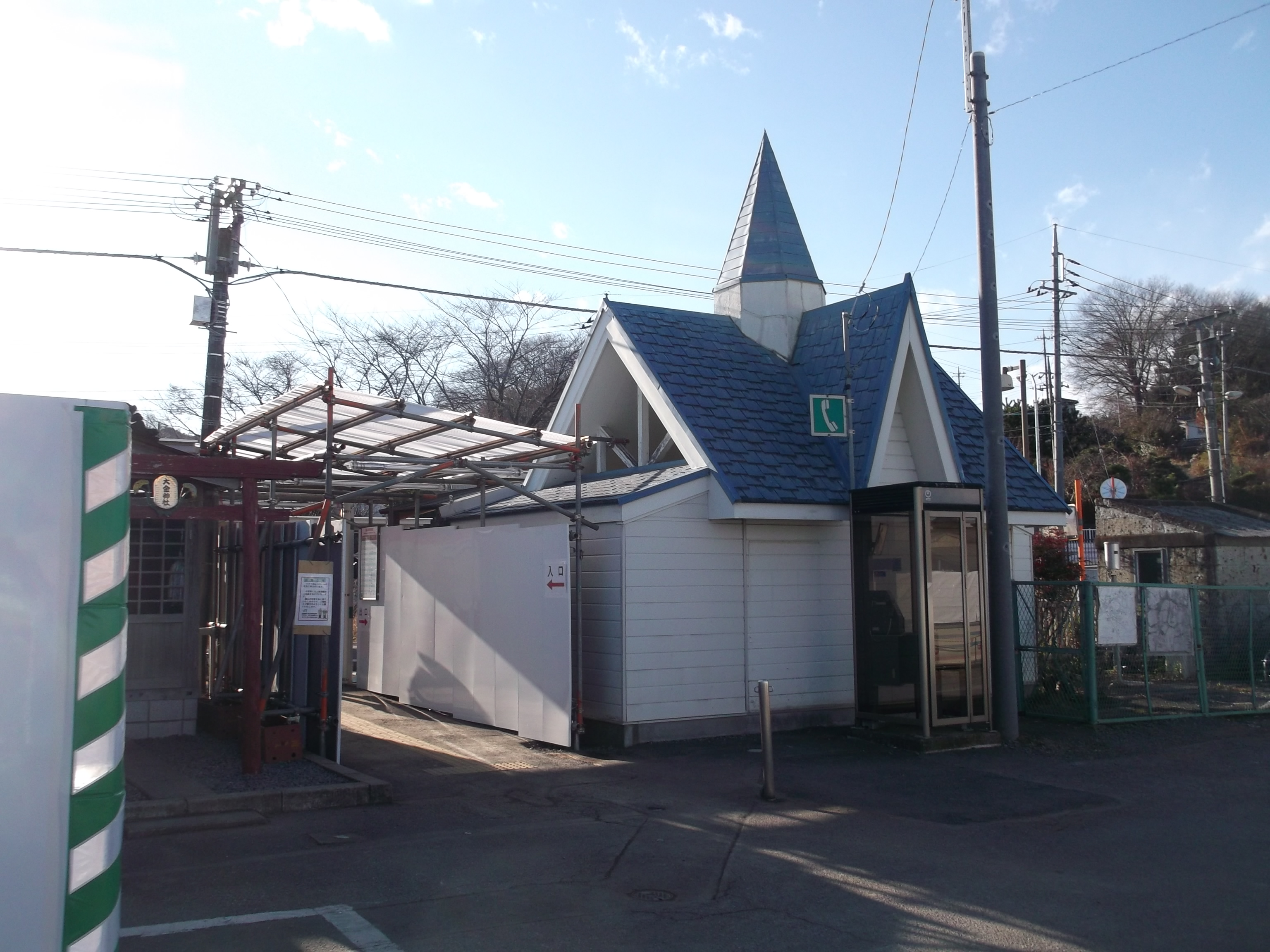
仮駅舎（2013年12月）
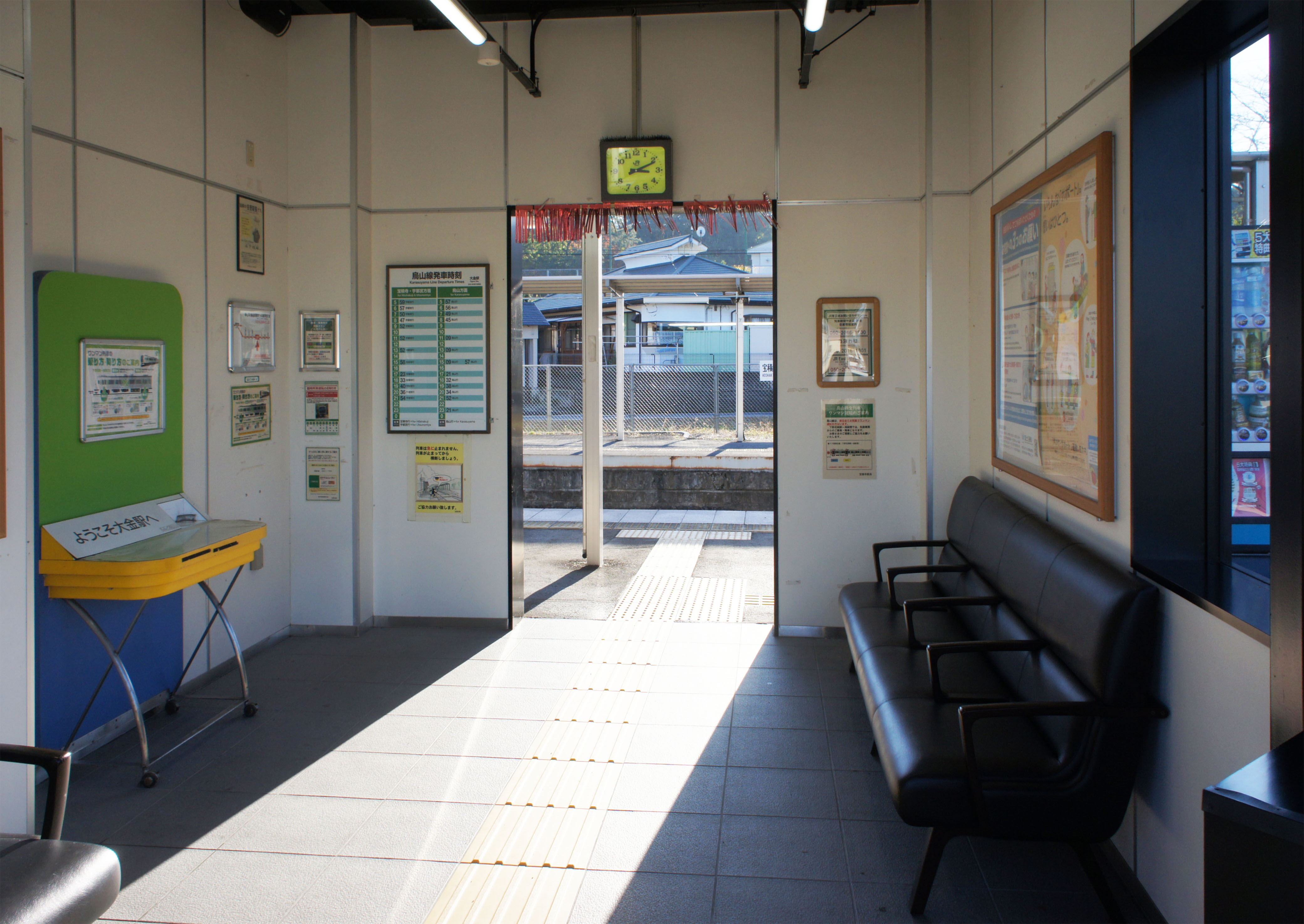
待合室（2021年10月）
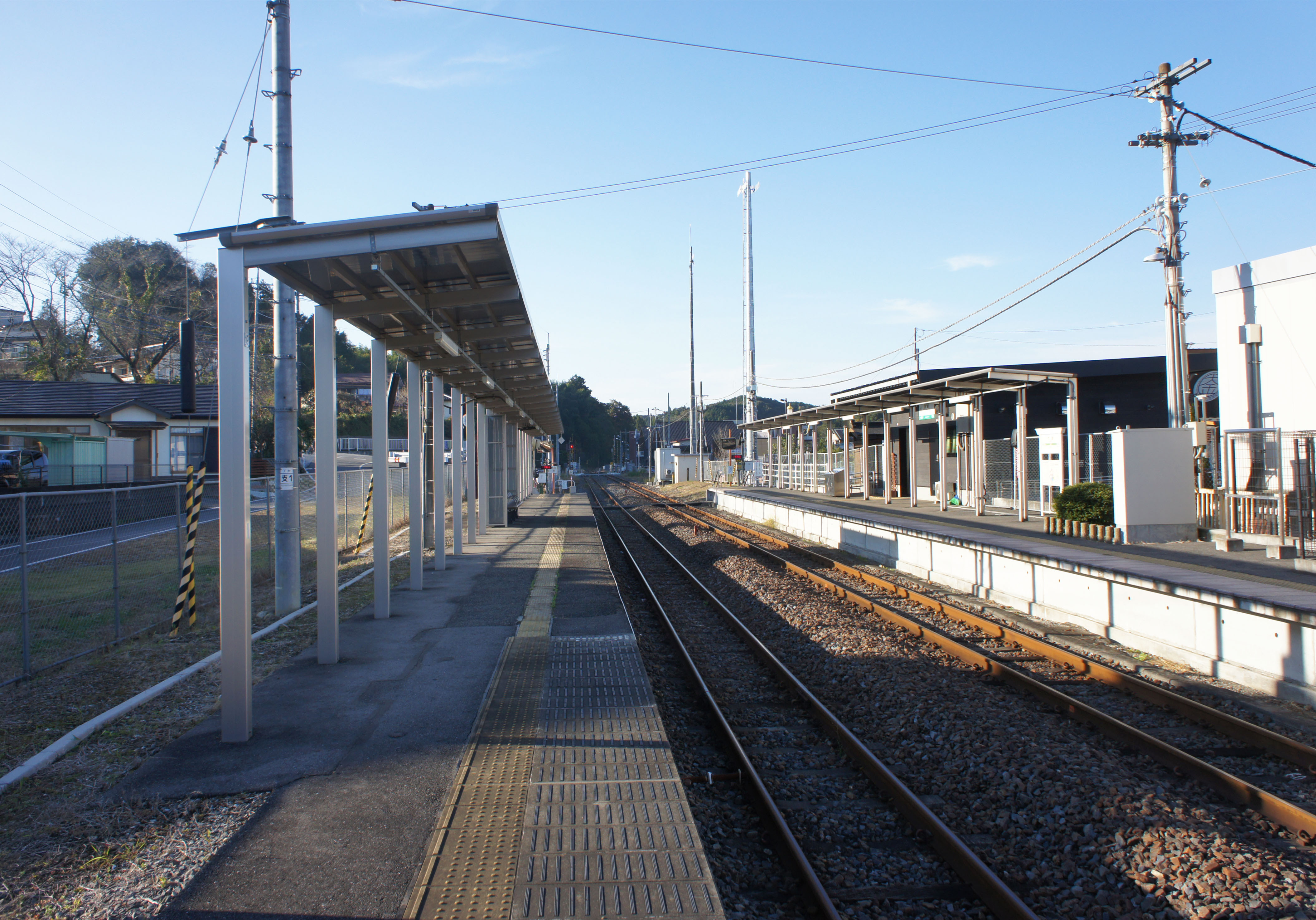
ホーム（2021年10月）
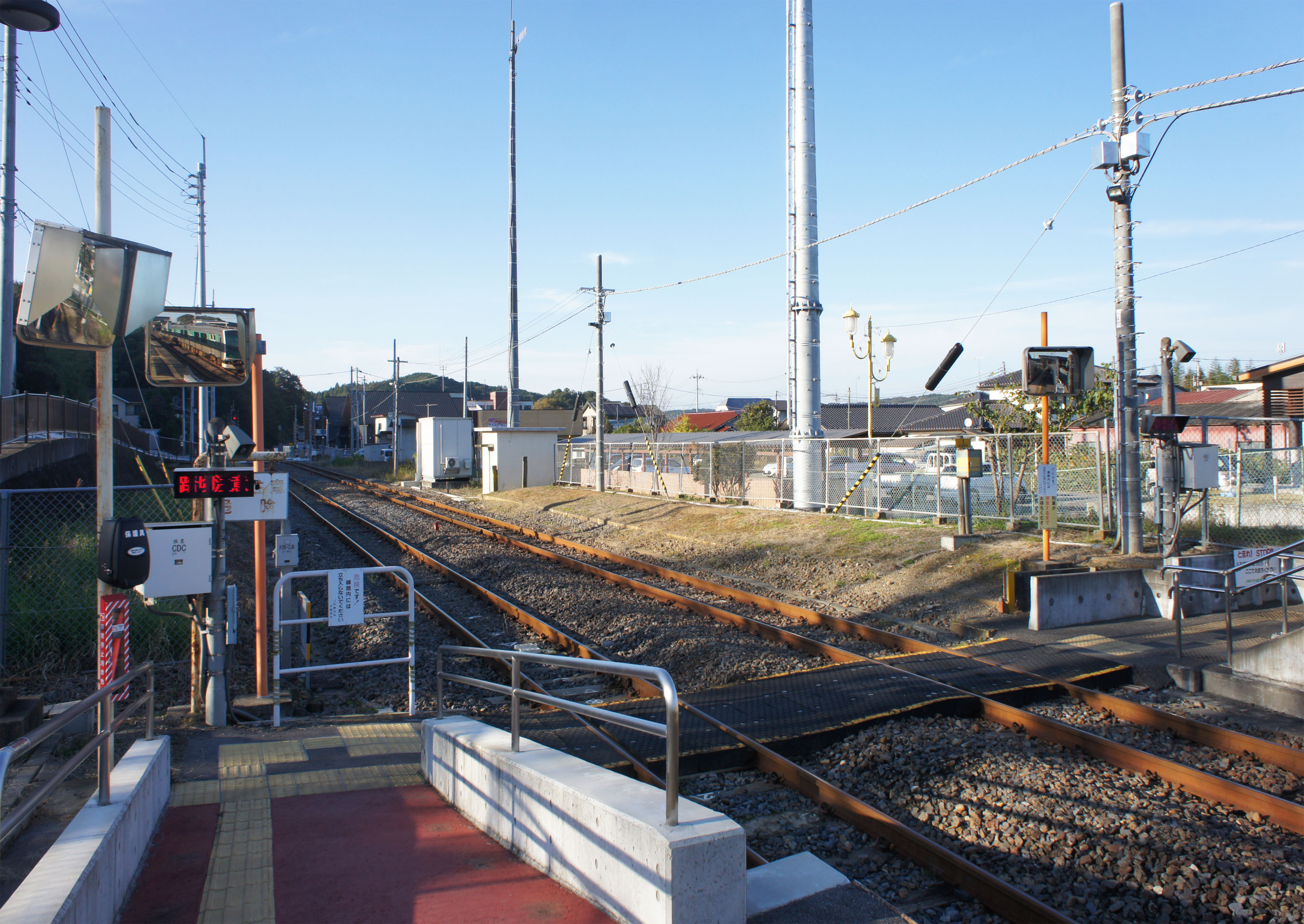
構内踏切（2021年10月）

## 利用状況
JR東日本によると、2000年度（平成12年度）- 2012年度（平成24年度）の1日平均乗車人員の推移は以下のとおりであった。
| 乗車人員推移       | 乗車人員推移     | 乗車人員推移    |
| 年度               | 1日平均 乗車人員 | 出典            |
| ------------------ | ---------------- | --------------- |
| 2000年（平成12年） | 409              | [ 利用客数 1 ]  |
| 2001年（平成13年） | 405              | [ 利用客数 2 ]  |
| 2002年（平成14年） | 408              | [ 利用客数 3 ]  |
| 2003年（平成15年） | 401              | [ 利用客数 4 ]  |
| 2004年（平成16年） | 382              | [ 利用客数 5 ]  |
| 2005年（平成17年） | 385              | [ 利用客数 6 ]  |
| 2006年（平成18年） | 379              | [ 利用客数 7 ]  |
| 2007年（平成19年） | 377              | [ 利用客数 8 ]  |
| 2008年（平成20年） | 382              | [ 利用客数 9 ]  |
| 2009年（平成21年） | 351              | [ 利用客数 10 ] |
| 2010年（平成22年） | 343              | [ 利用客数 11 ] |
| 2011年（平成23年） | 322              | [ 利用客数 12 ] |
| 2012年（平成24年） | 300              | [ 利用客数 13 ] |

## 駅周辺
- 那須烏山市役所南那須庁舎[10]（旧・南那須町役場）
- 大金温泉[11]
- 南那須郵便局[12]
- 那須烏山市立荒川小学校[13]
- 那須烏山市立南那須中学校[14]（旧・那須烏山市立荒川中学校[15]）
- 栃木県道10号宇都宮那須烏山線[16]
- 栃木県道233号小川田野倉線[17]
- 那須烏山警察署田野倉駐在所[18]
- 那須烏山市立南那須図書館[19]
- 大金吊り橋 - 荒川に架かる非対称の吊り橋[20]
- かましん 大金店

## その他
- 駅名にちなんで、駅舎正面右側には「大金神社」という祠が設置されている[3][4]。
- 当駅の入場券は縁起切符として有名であった[3]。その他「宝が積もり大金になる。」として、宝積寺 - 大金間の乗車券も人気が高く[3]、ジャンボ宝くじ発売時期にはよく売れていた。なお、現在は前述のとおり窓口が閉鎖されているほか運転要員廃止とともに自動券売機も撤去されている。

## 隣の駅
東日本旅客鉄道（JR東日本）
■烏山線
鴻野山駅 - 大金駅 - 小塙駅

### 記事本文
1. 1 2 3  『週刊 JR全駅・全車両基地』 05号 上野駅・日光駅・下館駅ほか92駅、朝日新聞出版〈週刊朝日百科〉、2012年9月9日、29頁。
2. 1 2 3 4 5  石野哲（編）『停車場変遷大事典 国鉄・JR編 Ⅱ』（初版）JTB、1998年10月1日、470頁。ISBN 978-4-533-02980-6。
3. 1 2 3 4  “車窓”. 交通新聞 (交通新聞社):  p. 2. (1993年1月21日)
4. 1 2  “お金もうけも祈願？ 駅構内に「大金神社」 JR烏山線”. 朝日新聞 (朝日新聞社):  p. 東京地方版. (1993年1月17日)
5. ↑  『Suicaをご利用いただけるエリアが広がります。』（PDF）（プレスリリース）東日本旅客鉄道、2008年12月22日。オリジナルの2020年5月25日時点におけるアーカイブ。2020年5月25日閲覧。
6. 1 2  “8月1日からJR烏山駅及びJR大金駅の業務内容が変わります！”. 那須塩原市公式ホームページ.  那須烏山市. 2013年10月30日時点のオリジナルよりアーカイブ。2022年10月4日閲覧。
7. 1 2  「烏山線大金駅を無人化 JR方針 烏山駅も窓口業務廃止 那須烏山 利用減少、市長受け入れへ」『下野新聞』下野新聞社、2013年7月23日、朝刊、24面。
8. ↑  “日光、烏山線6駅舎完成 JR東日本”.下野新聞(下野新聞社). (2014年3月14日)
9. 1 2  “駅構内図（大金駅）”.   東日本旅客鉄道. 2019年8月18日閲覧。
10. ↑  “那須烏山市役所 南那須庁舎 教育委員会 学校教育課”. エキテン.  デザインワン・ジャパン. 2023年2月24日閲覧。
11. ↑  “南那須・大金温泉”. エキテン.   デザインワン・ジャパン. 2023年2月24日閲覧。
12. ↑  “南那須郵便局”. エキテン.   デザインワン・ジャパン. 2023年2月24日閲覧。
13. ↑  “那須烏山市立荒川小学校（宇都宮）の施設情報”. いつもNAVI.  ゼンリンデータコム. 2023年2月24日閲覧。
14. ↑  “那須烏山市立南那須中学校”. Mapion電話帳.  ONE COMPATH. 2023年2月24日閲覧。
15. ↑  “学校概要”.   那須烏山市立南那須中学校. 2023年2月24日閲覧。
16. ↑  “栃木県公共事業事前評価・自己評価書 [県土整備部 道路事業]”.   栃木県県土整備部. 2023年2月24日閲覧。
17. ↑  “令和7年3月28日栃木県公報 第590号”.   栃木県. p. 6 (2025年3月28日). 2025年4月6日閲覧。
18. ↑  “栃木県 警察本部 那須烏山警察署 田野倉駐在所”. エキテン.   デザインワン・ジャパン. 2023年2月24日閲覧。
19. ↑  “那須烏山市役所 南那須図書館”. エキテン.   デザインワン・ジャパン. 2023年2月24日閲覧。
20. ↑  “大金吊り橋”. とちぎ旅ネット.   栃木県観光物産協会 (2021年12月2日). 2023年2月24日閲覧。

### 利用状況
1. ↑  “各駅の乗車人員（2000年度）”.   東日本旅客鉄道. 2019年3月3日閲覧。
2. ↑  “各駅の乗車人員（2001年度）”.   東日本旅客鉄道. 2019年3月3日閲覧。
3. ↑  “各駅の乗車人員（2002年度）”.   東日本旅客鉄道. 2019年3月3日閲覧。
4. ↑  “各駅の乗車人員（2003年度）”.   東日本旅客鉄道. 2019年3月3日閲覧。
5. ↑  “各駅の乗車人員（2004年度）”.   東日本旅客鉄道. 2019年3月3日閲覧。
6. ↑  “各駅の乗車人員（2005年度）”.   東日本旅客鉄道. 2019年3月3日閲覧。
7. ↑  “各駅の乗車人員（2006年度）”.   東日本旅客鉄道. 2019年3月3日閲覧。
8. ↑  “各駅の乗車人員（2007年度）”.   東日本旅客鉄道. 2019年3月3日閲覧。
9. ↑  “各駅の乗車人員（2008年度）”.   東日本旅客鉄道. 2019年3月3日閲覧。
10. ↑  “各駅の乗車人員（2009年度）”.   東日本旅客鉄道. 2019年3月3日閲覧。
11. ↑  “各駅の乗車人員（2010年度）”.   東日本旅客鉄道. 2019年3月3日閲覧。
12. ↑  “各駅の乗車人員（2011年度）”.   東日本旅客鉄道. 2019年3月3日閲覧。
13. ↑  “各駅の乗車人員（2012年度）”.   東日本旅客鉄道. 2019年3月3日閲覧。